# Scharriereisen

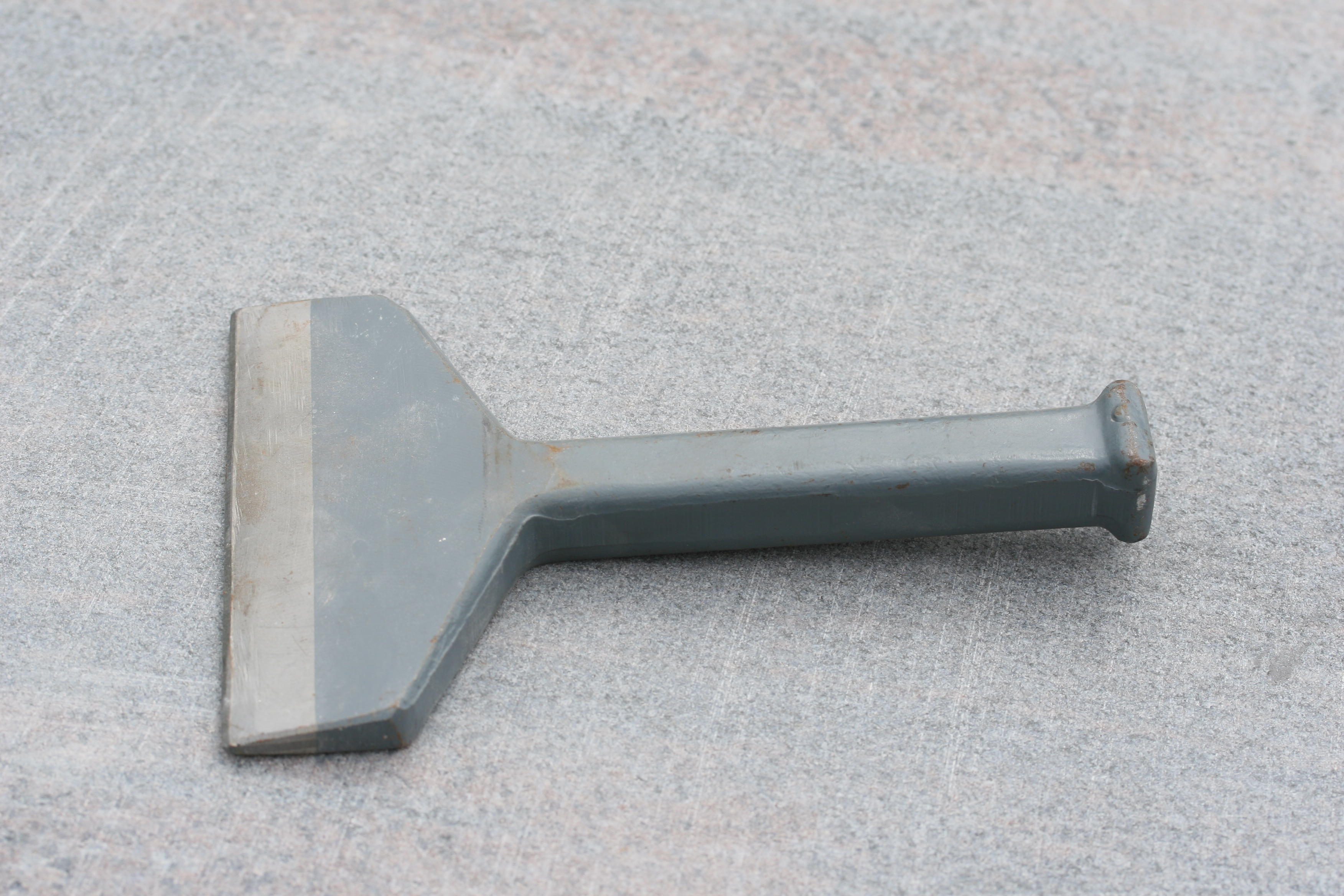
Scharriereisen mit Hartmetalleinsatz und einer Schneidenbreite von ca. 10 cm

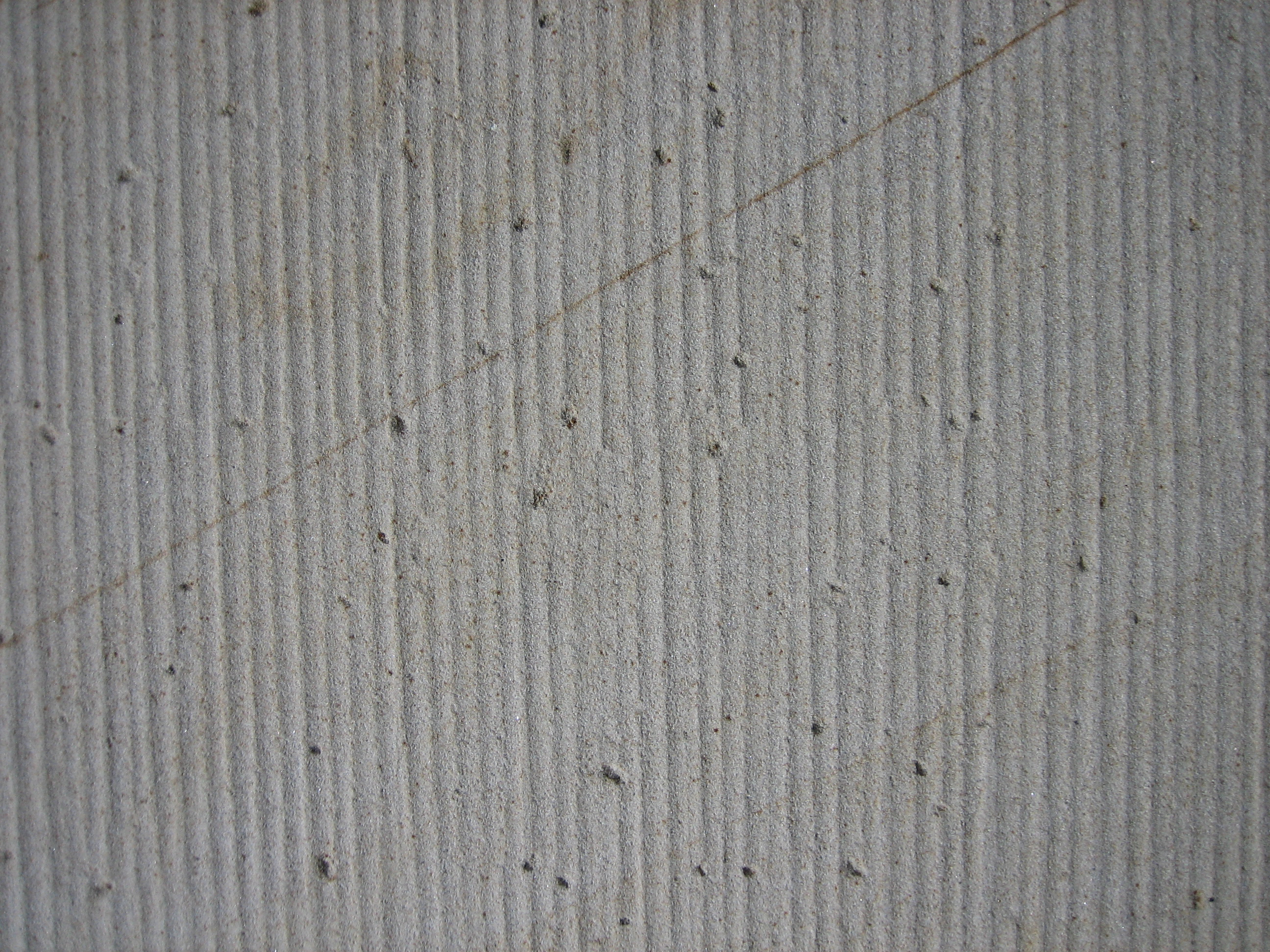
Scharrierhiebe auf einem Sandstein

Das Scharriereisen  ist ein Flachmeißel zur Flächenbearbeitung (Einebnung und Strukturierung) von Weichgestein, wie Sandstein und Kalkstein, nachdem die Bosse mittels Spitzeisen und Zahneisen oder Krönel weitgehend abgearbeitet wurde. Es wird regional auch Breiteisen genannt.

## Werkzeugformen
Je nach der Härte des zu bearbeitenden Materials sind Schneidenbreite und Schlankheit des Scharriereisens unterschiedlich. Vierteleisen haben eine Schneidenbreite von etwa 40 bis 60 mm, Halbeisen 80 bis 100 mm und Breiteisen bis zu 240 mm. Die Schneide läuft bei Scharriereisen für sehr weiche Gesteine zum Schaft hin herzförmig aus. Für die schwerer bearbeitbaren Marmore und Kalksteine kommt die Glocken- oder Kelchform zum Einsatz. Scharriereisen werden mit Holz- oder Gummiknüpfeln angetrieben.

## Werkzeugspuren

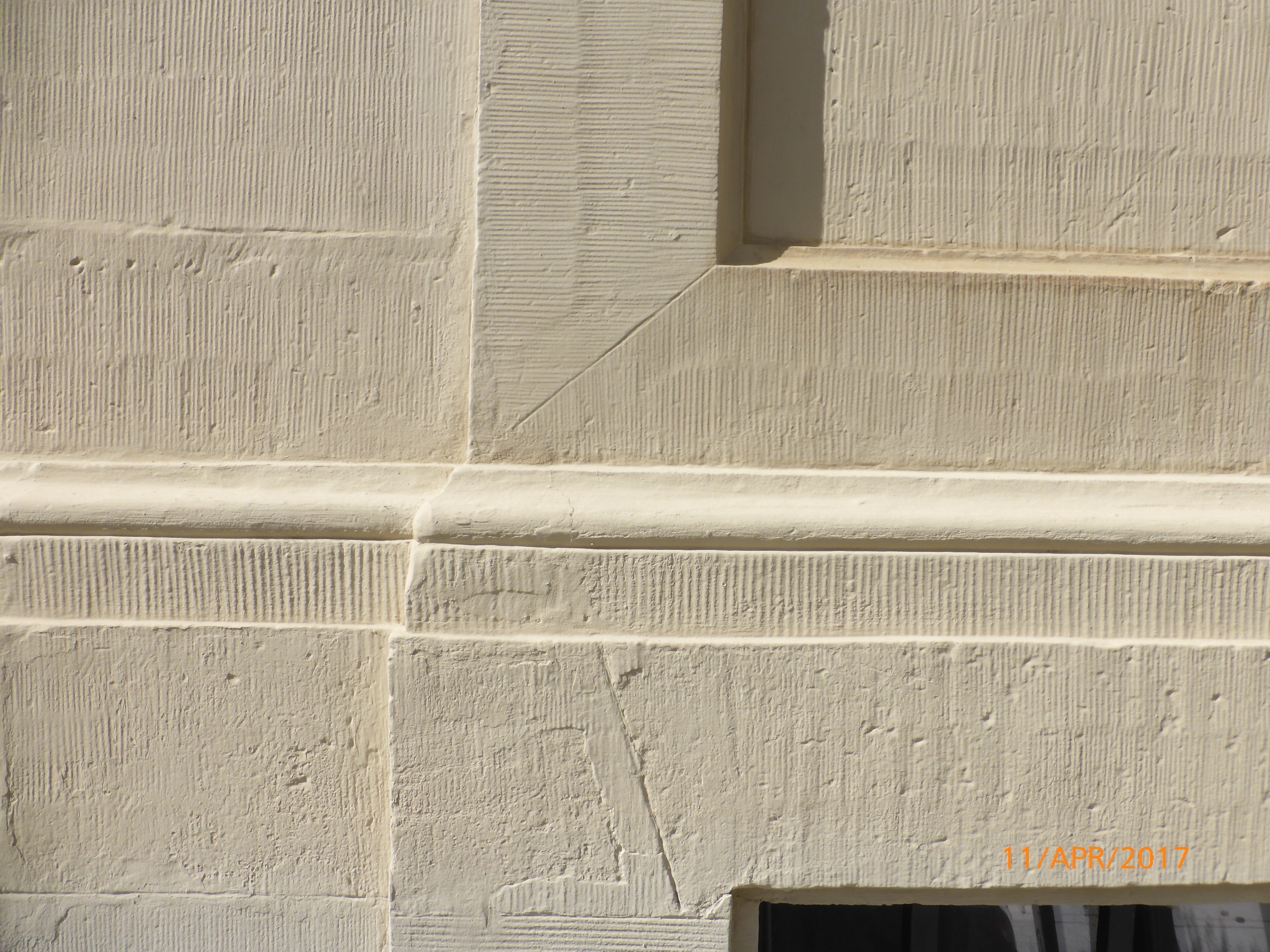
Differenzierter Einsatz des Scharriereisens (Sockeldetail des Barockschlosses Werneck)

Das Scharriereisen hinterlässt parallele vertiefte Hohlkehlen (sogenannte Hiebe) auf der Steinoberfläche. Die Werkzeugspuren werden als „Scharrierhieb, Kehlhieb“ oder je nachdem als „Breitscharrierung“ oder „Schmalscharrierung“ bezeichnet. Einen Scharrierhieb mit spezieller Optik nennen die Steinmetzen beispielsweise „Hamburger Bauhieb“, ein Hieb, der mit einem Doppelschlag ausgeführt wird.

## Geschichte

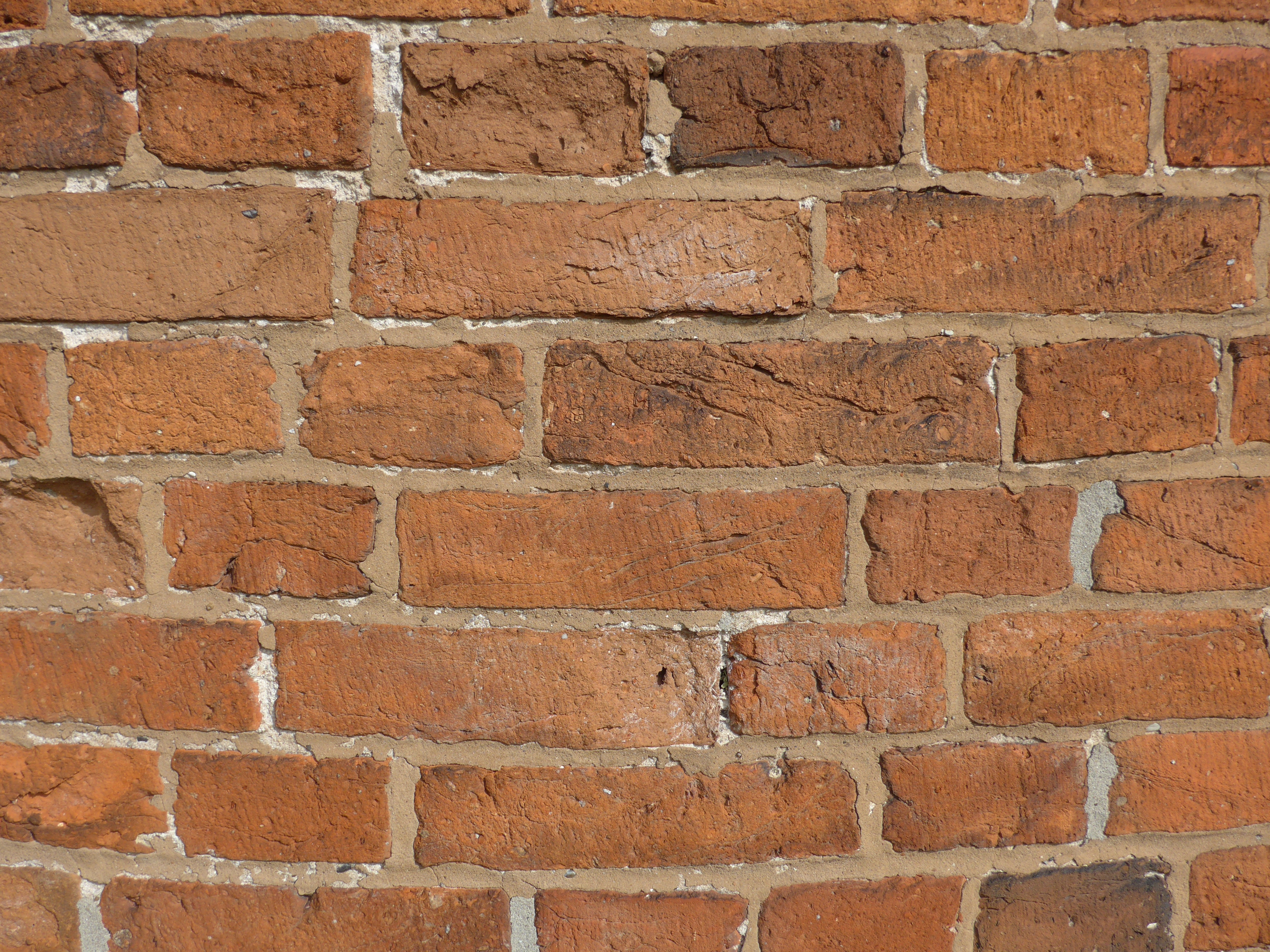
Backsteinscharrierung, Mandelsloh, St. Osdag, 2. Hälfte 12. Jahrhundert

Werkzeugspuren des Scharriereisens lassen sich ab etwa 1450 nachweisen. In älterer deutscher Literatur vermutete man, das Werkzeug stamme aus Frankreich. Die jüngere, insbesondere französische Forschung bestätigt dies nicht.
In der Gotik wurde etwa 60° schräg und ab der Barockzeit rechtwinkelig zur Kante scharriert. Eine Scharrierung der Neuzeit ist das sog. „bunte Scharrieren“. Dabei entstehen schachbrettartige Muster. Daneben können durch die unterschiedliche Haltung von Scharriereisen „Fischgratmuster“ auf der Steinoberfläche erzeugt werden. Durch Schlagtechniken der Steinmetzen entstehen unterschiedlich große Rillen bis zu 3 cm Halbradien. Normalerweise handelt es sich um Hohlkehlen von 2 bis 3 mm. Insbesondere im Barock gab es spezielle Hiebe auf Steinen.

## Backsteinscharrierung
Eine vor dem Brennen ausgeführte Scharrierung auf Mauerziegeln ist in der frühen romanischen Backsteinbaukunst vor allem um Mölln und Lübeck, aber auch an der Mittelweser (Mandelsloh) zu beobachten. Mit der Spätromanik verliert sich diese auf Gepflogenheiten der älteren Hausteinbearbeitung zurückgeführte Erscheinung.

## Ähnliche Werkzeuge
- Schlageisen (Werkzeug)
- Beizeisen
- Fläche (Werkzeug)
- Meißel

## Berufe
- Steinmetz
- Steinbildhauer